# Evropska raziskovanja Afrike
Geografija Severne Afrike je bila med Evropejci dokaj dobro znana že od klasične antike v grško-rimski geografiji. Severozahodna Afrika (Magreb) je bila znana kot Libija ali Afrika, medtem ko je Egipt veljal za del Azije.
Evropsko raziskovanje podsaharske Afrike se začne z dobo velikih odkritij v 15. stoletju, ki jo je začela Portugalska pod Henrikom Pomorščakom. Rt dobrega upanja je prvi dosegel Bartolomeu Dias 12. marca 1488, s čimer je odprl pomembno morsko pot do Indije in Daljnega vzhoda, vendar je evropsko raziskovanje Afrike v 16. in 17. stoletju ostalo zelo omejeno. Evropske sile so se zadovoljile z vzpostavitvijo trgovskih postojank ob obali, medtem ko so aktivno raziskovale in kolonizirale Novi svet. Raziskovanje notranjosti Afrike je bilo tako večinoma prepuščeno muslimanskim trgovcem s sužnji, ki so skupaj z muslimanskim osvajanjem Sudana vzpostavili daljnosežne mreže in podpirali gospodarstvo številnih sahelskih kraljestev v 15. do 18. stoletju.
Na začetku 19. stoletja je bilo evropsko znanje o geografiji notranjosti podsaharske Afrike še vedno precej omejeno. V 1830-ih in 1840-ih so bile izvedene ekspedicije, ki so raziskovale južno Afriko, tako da so bili okoli sredine 19. stoletja in začetka kolonialnega pohoda za Afriko neraziskani deli omejeni na tisto, kar se je izkazalo za porečje Konga in Afriška velika jezera. To »srce Afrike« je ostalo ena zadnjih preostalih »praznih pik« na svetovnih zemljevidih poznega 19. stoletja (poleg Arktike, Antarktike in notranjosti Amazonskega porečja). Evropski raziskovalci 19. stoletja, vključno s tistimi, ki so iskali znane izvire Nila, predvsem John Hanning Speke, Richard Francis Burton, David Livingstone in Henry Morton Stanley, so ga do 1870-ih dokončali raziskovanje Afrike. Po tem je bila splošna geografija Afrike znana, vendar so nadaljnje odprave v 1980-ih, zlasti tiste pod vodstvom Oskarja Lenza, prepustile podrobnostim, kot je geološka sestava celine.

## Zgodovina

### Antika
Feničani so raziskovali Severno Afriko in ustanovili številne kolonije, med katerimi je bila najpomembnejša Kartagina. Kartagina je sama izvedla raziskovanje Zahodne Afrike. Prvo domnevno obplutje afriške celine, o katerem so poročali, so opravili feničanski mornarji na ekspediciji, ki jo je naročil egipčanski faraon Neko II., okoli leta 600 pr. n. št. in je trajala tri leta. Poročilo o tej ekspediciji je podal Herodot (4.37). Odpluli so proti jugu, obkrožili Rt proti zahodu, se odpravili proti severu do Sredozemlja in se nato vrnili domov. Navaja, da so se vsako leto ustavili, da bi sejali in želi žito. Herodot sam je skeptičen glede zgodovinske resničnosti tega podviga, ki bi se zgodil približno 120 let pred njegovim rojstvom; vendar pa razlog, zakaj ne verjame zgodbi, navaja trditev mornarjev, da so med plovbo vzdolž južne obale Afrike ugotovili, da je Sonce stalo na njihovi desni, na severu; Herodotu, ki ni poznal okrogle oblike Zemlje, se je to zdelo nemogoče. Nekateri komentatorji so to okoliščino vzeli kot dokaz, da je potovanje zgodovinsko, vendar en učenjak še vedno zavrača poročilo kot malo verjetno.
Evtimen iz Masalije je raziskoval obalo Zahodne Afrike v začetku 6. stoletja pred našim štetjem.
Zahodnoafriško obalo je morda raziskal Hanon Pomorščak na odpravi okoli leta 500 pr. n. št. Poročilo o tem potovanju se je ohranilo v kratkem Periplu v grščini, ki so ga grški avtorji prvič navedli v 3. stoletju pred našim štetjem.:162–3 Obstaja nekaj negotovosti glede tega, kako daleč natančno je Hanon prišel; morda je plul celo do Sierra Leone, Gvineje ali celo Gabona. Vendar Robin Law ugotavlja, da nekateri komentatorji trdijo, da Hanona raziskovanje morda ni pripeljalo dlje od južnega Maroka.
Afrika je dobila ime po ljudstvu Afri, ki se je naselilo na območju današnje Tunizije. Rimska provinca Afrika se je raztezala ob sredozemski obali današnje Libije, Tunizije in Alžirije. Deli severne Afrike severno od Sahare so bili v antiki dobro znani. Vendar se zdi, da Rimljani nikoli niso raziskali same Sahare ali dežel južno od nje.
Pred 2. stoletjem pr. n. št. pa se grški geografi niso zavedali, da se je takratna kopenska masa, znana kot Libija, širila južno od Sahare, saj so predpostavljali, da puščava meji na zunanji ocean. Pravzaprav je Aleksander Veliki, po Plutarhovih Življenjih, menil, da je plovba od ustja Inda nazaj v Makedonijo mimo juga Afrike bližnjica v primerjavi s kopensko potjo. Celo Eratosten je okoli leta 200 pr. n. št. še vedno domneval, da obseg kopenske mase ni južneje od Afriškega roga.
V Rimskem cesarskem obdobju je bil Afriški rog dobro znan sredozemskim geografom. Trgovsko mesto Rhapta, opisano kot »zadnje tržišče Azanije«, bi lahko ustrezalo obali Tanzanije. Periplus Maris Erythraei, datiran v 1. stoletje našega štetja, očitno razširja geografsko znanje še dlje proti jugu, v jugovzhodno Afriko. Ptolemajev zemljevid sveta iz 2. stoletja dobro pozna dejstvo, da se afriška celina razteza precej dlje proti jugu od Afriškega roga, vendar nima geografskih podrobnosti južno od ekvatorja (ni jasno, ali pozna Gvinejski zaliv).

### Srednji vek
Med letoma 859 in 861 je vikinška flota 62 ladij pod vodstvom Hasteina in Björna Železnega odplula iz Loare, da bi napadla Sredozemlje, vključno s Severno Afriko.
Med letoma 1146 in 1148 je Norman Rogerij II. Sicilski ustanovil Afriško kraljestvo.
Maja 1291 sta genovska brata Vandino in Ugolino Vivaldi poveljevala prvi znani odpravi v iskanju morske poti v Indijo okoli Afrike, a sta se izgubila. Nekaj let pozneje, leta 1312, je genovski rojak Lancelotto Malocello, verjetno v iskanju bratov Vivaldi, ponovno odkril Kanarske otoke. Lanzarote je poimenovan po njem.
Jaume Ferrer je leta 1346 odplul iz Majorke vzdolž zahodnoafriške obale, da bi našel legendarno 'Zlato reko', vendar izid njegovega iskanja in njegova usoda nista znana.

### Zgodnje portugalske odprave
Portugalski raziskovalec princ Henrik, znan kot Pomorščak, je bil prvi Evropejec, ki je sistematično raziskoval Afriko in oceansko pot do Indije. Iz svojega prebivališča v regiji Algarve na jugu Portugalske je vodil zaporedne odprave, da bi obplul Afriko in dosegel Indijo. Leta 1420 je Henrik poslal odpravo, da bi zavaroval nenaseljen, a strateško pomemben otok Madeiro. Leta 1425 je poskušal zavarovati tudi Kanarske otoke, vendar so bili ti že pod trdnim kastiljskim nadzorom. Leta 1431 je še ena portugalska odprava dosegla in priključila Azore.
Pomorske karte iz leta 1339 kažejo, da so bili Kanarski otoki Evropejcem že znani. Leta 1341 so portugalski in italijanski raziskovalci pripravili skupno odpravo. Leta 1342 so Katalonci organizirali odpravo pod poveljstvom Francesca Desvalersa na Kanarske otoke, ki je odplula z Majorke. Leta 1344 je papež Klemen VI. imenoval francoskega admirala Luisa de la Cerdo za princa sreče in ga poslal osvojit Kanarske otoke. Leta 1402 sta Jean de Bethencourt in Gadifer de la Salle odplula, da bi osvojila Kanarske otoke, a sta jih našla že oropane s strani Kastiljcev. Čeprav so otoke osvojili, jih je bil Bethencourtov nečak leta 1418 prisiljen prepustiti Kastiliji.
Leta 1455 in 1456 sta dva italijanska raziskovalca, Alvise Cadamosto iz Benetk in Antoniotto Usodimare iz Genove, skupaj z neimenovanim portugalskim kapitanom, ki sta delala za portugalskega princa Henrika, sledila reki Gambiji in obiskala Senegal, medtem ko je drug italijanski mornar iz Genove, Antonio de Noli, prav tako v imenu princa Henrika, raziskoval otoke Bijagós in skupaj s Portugalcem Diogom Gomesom arhipelag Zelenortskih otokov. Antonio de Noli, ki je postal prvi guverner Zelenortskih otokov (in prvi evropski kolonialni guverner v podsaharski Afriki), velja tudi za odkritja prvih otokov Zelenortskih otokov.
Ob zahodni in vzhodni obali Afrike je bil napredek prav tako stalen; portugalski mornarji so leta 1434 dosegli rt Bojador in leta 1441 rt Blanco. Leta 1443 so na otoku Arguin v današnji Mavretaniji zgradili trdnjavo, kjer so evropsko pšenico in tkanine menjali za afriško zlato in sužnje. To je bilo prvič, da je polmitsko sudansko zlato doseglo Evropo brez muslimanskega posredovanja. Večino sužnjev so poslali na Madeiro, ki je po temeljiti krčitvi gozdov postala prva evropska plantažna kolonija. Med letoma 1444 in 1447 so Portugalci raziskovali obale Senegala, Gambije in Gvineje. Leta 1456 je beneški kapitan Alvise Cadamosto pod portugalskim poveljstvom raziskoval otoke Zelenortskih otokov. Leta 1462, dve leti po smrti princa Henrika, so portugalski mornarji raziskali otoke Bissau in jih poimenovali Serra Leoa (Levje gore).
Leta 1469 je Fernão Gomes za pet let najel pravice do raziskovanja Afrike. Pod njegovim vodstvom so Portugalci leta 1471 dosegli vas Shama v današnji Gani in jo skupaj z okoliško regijo poimenovali A Mina (rudnik). To ime je izviralo iz obilice zlata, ki so ga odkrili v regiji, zaradi česar so Portugalci širšo regijo imenovali Costa da Mina (Obala rudnika). To ime je služilo kot osnova za druge evropske kolonizatorje, da so regijo imenovali Zlata obala.
Leta 1472 je Fernão do Pó odkril otok, ki bo stoletja nosil njegovo ime (danes Bioko), in estuarij, bogat s kozicami (portugalsko camarão,), po katerem je dobil ime Kamerun.
Kmalu zatem so Evropejci prečkali ekvator. Portugalska je v Sāo Toméju ustanovila oporišče, ki so ga po letu 1485 naselili kriminalci. Po letu 1497 so tja poslali tudi izgnane španske in portugalske Jude.
Leta 1482 je Diogo Cão odkril ustje velike reke in izvedel za obstoj velikega kraljestva Kongo. Leta 1485 je raziskal tudi reko gorvodno.
Toda Portugalci so si bolj kot vse drugo želeli najti pot v Indijo in so si vztrajno prizadevali obpluti Afriko. Leta 1485 je odprava João Afonsa d'Aveirosa z nemškim astronomom Martinom iz Behaima kot delom posadke raziskala Beninski zaliv (Kraljestvo Benin) in prinesla informacije o afriškem kralju Oganeju.
Leta 1488 sta Bartolomeu Dias in njegov pilot Pero de Alenquer po zadušitvi upora zavila mimo rta, kjer ju je ujela nevihta, in ga poimenovala Rt neviht. Nekaj časa sta sledila obali, saj sta ugotovila, da se ta še naprej premika proti vzhodu in celo nekoliko proti severu. Ker sta imela premalo zalog, sta se obrnila s prepričanjem, da sta končno dosegla skrajni konec Afrike. Po vrnitvi na Portugalsko sta obetavni rt preimenovala v Rt dobrega upanja.
Nekaj let pozneje je Krištof Kolumb pristal v Ameriki pod rivalskim kastiljskim poveljstvom. Papež Aleksander VI. je izdal bulo Inter caetera, s katero je nekrščanske dele sveta razdelil med dve rivalski katoliški sili, Španijo in Portugalsko.
Končno se je Vasco da Gama v letih 1497 do 1498, spet z Alenquerjem kot pilotom, odpravil neposredno na Rt dobrega upanja, preko Svete Helene. Šel je dlje od najdaljše točke, ki jo je dosegel Dias, in državo poimenoval Natal. Nato je odplul proti severu in pristal v Quelimaneju (Mozambik) in Mombasi, kjer je našel kitajske trgovce, ter v Malindiju (oba v sodobni Keniji). V tem mestu je rekrutiral arabskega pilota, ki je Portugalce vodil neposredno v Calicut. 28. avgusta 1498 je portugalski kralj Manuel I. Portugalski obvestil papeža o dobri novici, da je Portugalska dosegla Indijo.
Egipt in Benetke sta se na to novico odzvali sovražno; iz Rdečega morja sta skupaj napadli portugalske ladje, ki so trgovale z Indijo. Portugalci so te ladje leta 1509 premagali blizu Diuja. Zaradi ravnodušnega odziva Osmanskega cesarstva na portugalska raziskovanja je Portugalska skoraj izključno nadzorovala trgovino prek Indijskega oceana. Vzpostavili so številne oporišča vzdolž vzhodne obale Afrike, razen v Somaliji (glej Ajuransko-portugalske vojne). Portugalci so leta 1513 zavzeli tudi Aden.
Ena od ladij pod poveljstvom Dioga Diasa je prispela na obalo, ki ni bila v vzhodni Afriki. Dve leti pozneje je karta že prikazovala podolgovat otok vzhodno od Afrike z imenom Madagaskar. Toda šele stoletje pozneje, med letoma 1613 in 1619, so Portugalci otok podrobno raziskali. Podpisali so pogodbe z lokalnimi poglavarji in poslali prve misijonarje, ki so ugotovili, da domačinov ni mogoče prepričati v pekel, zato so bili na koncu izgnani.

### Zgodnja moderna zgodovina

#### Portugalska
Portugalska prisotnost v Afriki je kmalu posegla v obstoječe arabske trgovinske interese. Do leta 1583 so se Portugalci ustalili na Zanzibarju in na svahilijski obali. Kraljevina Kongo je bila leta 1495 spreobrnjena v krščanstvo, njen kralj pa je prevzel ime João I. Portugalci so v 16. stoletju vzpostavili svoje trgovinske interese tudi v kraljestvu Mutapa in leta 1629 na prestol postavili lutkovnega vladarja.
Portugalci (in kasneje tudi Nizozemci) so se vključili tudi v lokalno suženjsko gospodarstvo in podpirali državo Jaggasov, ki so izvajali suženjske napade v Kongu.
Kongo so izkoristili tudi za oslabitev sosednjega kraljestva Ndongo, kjer je kraljica Nzinga nudila oster, a na koncu propadli odpor portugalskim in jagskim ambicijam. Portugalska je v te konflikte vojaško posredovala in ustvarila osnovo za svojo kolonijo Angolo. Leta 1663 je bila po še enem konfliktu kraljeva krona Konga poslana v Lizbono. Kljub temu je zmanjšano kraljestvo Kongo obstajalo vse do leta 1885, ko je zadnji Manikong, Pedro V., odstopil svojo skoraj neobstoječo domeno Portugalski.
Portugalci so se na podoben način spopadli z drugo večjo državo Južne Afrike, Monomotapo (v sodobnem Zimbabveju): Portugalska je posredovala v lokalni vojni v upanju, da bo pridobila obilno mineralno bogastvo in uvedla protektorat. Toda ker je bila avtoriteta Monomotape zmanjšana zaradi tuje prisotnosti, je prevladala anarhija. Lokalni rudarji so se preselili in celo zakopali rudnike, da bi preprečili, da bi padli v portugalske roke. Ko so leta 1693 sosednji Cangamiri napadli državo, so Portugalci sprejeli svoj neuspeh in se umaknili na obalo.

#### Nizozemci
Nizozemci so v začetku 17. stoletja začeli raziskovati in kolonizirati Afriko. Medtem ko so Nizozemci bili dolgo vojno za neodvisnost proti Španiji, se je Portugalska začasno združila s Španijo, ki se je začela leta 1580 in končala leta 1640. Posledično so bile naraščajoče kolonialne ambicije Nizozemske večinoma usmerjene proti Portugalski.
V ta namen sta bili ustanovljeni dve nizozemski družbi: Nizozemska zahodnoindijska družba z oblastjo nad celotnim Atlantskim oceanom in Nizozemska vzhodnoindijska družba z oblastjo nad Indijskim oceanom.
Zahodnoindijska družba je leta 1637 osvojila Elmino in leta 1640 Luando. Leta 1648 so jo Portugalci izgnali iz Luande. Nizozemci so skupno zgradili 16 utrdb na različnih krajih, vključno z Goréejem v Senegalu, in delno prehiteli Portugalsko kot glavno trgovsko silo s sužnji. Nizozemska zlata obala in Nizozemska obala sužnjev sta bili uspešni.
V koloniji Nizozemske Loango-Angole pa je Portugalcem uspelo izgnati Nizozemce.
Na Nizozemskem Mavriciju se je kolonizacija začela leta 1638 in končala leta 1710, s kratko prekinitvijo med letoma 1658 in 1666. Imenovali so številne guvernerje, vendar so nenehne stiske, kot so cikloni, suše, napadi škodljivcev, pomanjkanje hrane in bolezni, na koncu terjale svoj davek in otok je bil leta 1710 dokončno zapuščen.
Nizozemci so pustili trajen pečat v Južni Afriki, regiji, ki jo je Portugalska ignorirala in so se Nizozemci sčasoma odločili uporabiti kot postajo na svoji poti v Vzhodno Azijo. Jan van Riebeeck je leta 1652 ustanovil Cape Town, s čimer se je začelo evropsko raziskovanje in kolonizacija Južne Afrike.

#### Druga zgodnjenovoveška evropska prisotnost
Skoraj istočasno kot Nizozemci so druge evropske kolonialne sile poskušale ustvariti lastne postojanke v zahodni Afriki, po stopinjah Portugalcev.
V obdobju Tudorjev so angleški trgovski pustolovci začeli trgovati v zahodni Afriki in prišli v konflikt s portugalskimi četami. Leta 1581 je Francis Drake dosegel Rt dobrega upanja. Leta 1660 je bila ustanovljena Kraljeva afriška družba. Leta 1663 so Angleži zgradili utrdbo Fort James (sodobni otok Kunta Kinteh) v Gambiji. Leto kasneje je še ena angleška kolonialna odprava poskušala naseliti južni Madagaskar, kar je povzročilo smrt večine kolonistov. Angleške utrdbe na zahodnoafriški obali so sčasoma zavzeli Nizozemci.
Leta 1626 je bila ustanovljena francoska družba Compagnie de l'Occident. Ta družba je izgnala Nizozemce iz Senegambije (sodobni Senegal) in s tem postala prva francoska domena v Afriki. Osvojili so tudi otok Arguin.
Francija je prav tako uprla pogled na Madagaskar, otok, ki je bil od leta 1527 uporabljen kot postanek na potovanjih v Indijo. Leta 1642 je francoska Vzhodnoindijska družba ustanovila naselbino na jugu Madagaskarja, imenovano Fort Dauphin. Komercialni rezultati te naselbine so bili skromni in večina naseljencev je umrla. Eden od preživelih, Etienne de Flacourt, je objavil knjigo Zgodovina Velikega otoka Madagaskarja in odnosi, ki je bila dolgo časa glavni evropski vir informacij o otoku. Nadaljnji poskusi naselitve niso bili uspešni, vendar je François Martin leta 1667 vodil prvo odpravo v osrčje Madagaskarja in dosegel jezero Alaotra. Leta 1665 si je Francija uradno prisvojila Madagaskar pod imenom Île Dauphine. Vendar pa je bilo na Madagaskarju do 19. stoletja malo kolonialnih dejavnosti.
Leta 1651 je Vojvodstvo Kurlandija in Semgalija (vazal Poljsko-litovske skupnosti) pridobilo kolonijo v Afriki na otoku sv. Andreja (sodobni otok Kunta Kinteh) ob reki Gambiji in tam ustanovilo utrdbo Fort Jakob. Vojvodstvo je zavzelo tudi druga lokalna ozemlja, vključno z otokom sv. Marije (današnji Banjul) in Fort Jillifree.
Leta 1650 so švedski trgovci po ustanovitvi Švedske afriške družbe (1649) ustanovili Švedsko zlato obalo v sodobni Gani. Leta 1652 so bili položeni temelji utrdbe Carlsborg. Leta 1658 je bila utrdba Carlsborg zasežena in postala del kolonije Danska zlata obala, nato pa del Nizozemske zlate obale. Kasneje je lokalno prebivalstvo začelo uspešen upor proti svojim novim gospodarjem in decembra 1660 je kralj podskupine ljudstva Akan - Efutu - ponovno ponudil Švedski nadzor nad območjem, vendar so jih leta 1663 po dolgi obrambi utrdbe Christiansborg zavzeli Danci.
Dansko-norveška kolonizacija je bila naselbina na Danski zlati obali, od leta 1674 do 1755 pa je naselja upravljala Danska zahodnoindijsko-gvinejska družba. Od decembra 1680 do 29. avgusta 1682 so Portugalci zasedli utrdbo Christiansborg. Leta 1750 je postala danska kronska kolonija. Od leta 1782 do 1785 je bila pod britansko okupacijo. Od leta 1814 je bila del ozemlja Danske.
Leta 1677 je kralj Friderik Viljem I. Pruski poslal odpravo na zahodno obalo Afrike. Poveljnik odprave, kapitan Blonk, je podpisal sporazume s poglavarji Zlate obale. Tam so Prusi zgradili utrdbo z imenom Gross Friederichsburg in obnovili zapuščeno portugalsko utrdbo Arguin. Toda leta 1720 se je kralj odločil, da bo te baze prodal Nizozemski za 7000 dukatov in 12 sužnjev, od katerih je bilo šest vklenjenih v verige iz čistega zlata.
Leta 1777 sta Španski in Portugalski imperij podpisala pogodbo iz San Ildefonsa, s katero je Portugalska Španiji predala otoka Annobón in Fernando Poo v vodah Gvinejskega zaliva ter gvinejsko obalo med rekama Niger in Ogooué.
Britanci so svoje zanimanje izrazili z ustanovitvijo Združenja za spodbujanje odkrivanja notranjih delov Afrike leta 1788. Posameznike, ki so ustanovili ta klub, je delno navdihnil Škot James Bruce, ki se je leta 1769 odpravil v Etiopijo in dosegel izvir Modrega Nila.
Na splošno je bilo evropsko raziskovanje Afrike v 17. in 18. stoletju zelo omejeno. Namesto tega so se osredotočili na trgovino s sužnji, ki je zahtevala le obalne baze in blago za trgovanje. Pravo raziskovanje notranjosti Afrike se je začelo šele v 19. stoletju.

### 19. stoletje
Čeprav so napoleonske vojne odvrnile pozornost Evrope od raziskovalnega dela v Afriki, so te vojne kljub temu močno vplivale na prihodnost celine, tako v Egiptu kot v Južni Afriki. Okupacija Egipta (1798–1803), najprej s strani Francije in nato Velike Britanije, je povzročila prizadevanje Osmanskega cesarstva, da bi ponovno prevzelo neposredni nadzor nad to državo. Leta 1811 je Mehemet Ali ustanovil skoraj neodvisno državo, od leta 1820 naprej pa je vzpostavil egiptovsko oblast nad vzhodnim Sudanom. V Južni Afriki je boj z Napoleonom povzročil, da je Združeno kraljestvo prevzelo nizozemska naselja na Rtu. Leta 1814 je bila Kapska kolonija, ki so jo od leta 1806 neprekinjeno zasedale britanske čete, formalno predana britanski kroni.
Medtem so se v drugih delih celine zgodile precejšnje spremembe. Z okupacijo Alžira leta 1830 je Francija končala piratstvo berberskih držav. Egiptovska oblast se je še naprej širila proti jugu, kar je posledično povečalo znanje o Nilu. Mesto Zanzibar na istoimenskem otoku je hitro pridobilo na pomenu. Poročila o prostranem celinskem morju in odkritje zasneženih gora Kilimandžaro v letih 1840–1848 so spodbudila željo po nadaljnjem poznavanju Afrike v Evropi.
Sredi 19. stoletja so protestantske misije aktivno misijonarsko delale na gvinejski obali, v Južni Afriki in na zanzibarskih posestvih. Misijonarji so obiskovali malo znane regije in ljudstva ter v mnogih primerih postali raziskovalci in pionirji trgovine in imperija. David Livingstone, škotski misijonar, je od leta 1840 deloval severno od reke Oranje. Leta 1849 je Livingstone prečkal puščavo Kalahari od juga proti severu in dosegel jezero Ngami. Med letoma 1851 in 1856 je prepotoval celino od zahoda proti vzhodu in odkril velike vodne poti zgornjega toka reke Zambezi. Novembra 1855 je Livingstone postal prvi Evropejec, ki je videl znane Viktorijine slapove, poimenovane po kraljici Združenega kraljestva. Med letoma 1858 in 1864 je Livingstone raziskoval spodnji Zambezi, reko Shire in jezero Njasa. Njaso je prvi dosegel zaupni suženj Antónia da Silve Porta, portugalskega trgovca s sedežem v Biéju v Angoli, ki je med letoma 1853 in 1856 prečkal Afriko od Benguele do ustja reke Rovuma. Glavni cilj raziskovalcev je bil najti izvir reke Nil. Odprave Burtona in Speka (1857–1858) ter Speka in Granta (1863) so odkrile Tanganjiško jezero in Viktorijino jezero. Sčasoma se je izkazalo, da Nil izvira iz slednjega.
Henry Morton Stanley, ki mu je leta 1871 uspelo najti in rešiti Livingstona (kar je bil izvor znanega fraze Dr. Livingstone, predvidevam), se je leta 1874 ponovno odpravil na Zanzibar. V eni najbolj nepozabnih raziskovalnih odprav v Afriki je Stanley obplul Viktorijino jezero (Nyanza) in Tanganjiško jezero. Ko je prodrl dlje v notranjost do Lualabe, je sledil tej reki do Atlantskega oceana – ki ga je dosegel avgusta 1877 – in dokazal, da gre za reko Kongo.
Leta 1895 je Britanska južnoafriška družba najela ameriškega izvidnika Fredericka Russella Burnhama, da bi iskal minerale in načine za izboljšanje rečne plovbe v osrednji in južni Afriki. Burnham je nadzoroval in vodil odpravo Britanske južnoafriške raziskovalne družbe Severna ozemlja, ki je prva ugotovila, da severno od Zambezija v severovzhodni Rodeziji obstajajo večja nahajališča bakra. Ob reki Kafue je Burnham opazil veliko podobnosti z nahajališči bakra, v katerih je delal v Združenih državah Amerike, in srečal se je z domorodci, ki so nosili bakrene zapestnice. Baker je hitro postal glavni izvozni artikel Srednje Afrike in ostaja bistvenega pomena za gospodarstvo še danes.
Pojav sodobne kartografije in njena postavitev v središče znanstvenega raziskovanja je pomenil, da se je v Evropi, zlasti v Veliki Britaniji, začel nov zagon za raziskovanje Afrike. John Barrow, podsekretar admiraliteta v začetku 19. stoletja, je britansko znanje o afriški celini opisal kot »nazadnjaško« in »skoraj prazno« ter spodbujal nadaljnja raziskovanja celine. Ta kartografski pristop je v očeh Evropejcev »izpraznil afriški prostor prejšnjih političnih in etničnih identifikacij«.
Raziskovalci so bili aktivni tudi v južnem Maroku, Sahari in Sudanu, ki sta jih med letoma 1860 in 1875 v številnih smereh prepotovala Georg Schweinfurth in Gustav Nachtigal. Ti popotniki niso le znatno obogatili geografskega znanja, temveč so pridobili tudi neprecenljive informacije o ljudeh, jezikih in naravni zgodovini držav, v katerih so bivali. Med odkritji Schweinfurtha je bilo tisto, ki je potrdilo grške legende o obstoju »pritlikavske rase« onkraj Egipta. Toda prvi zahodni odkritelj pritlikavcev v Srednji Afriki je bil Paul Du Chaillu, ki jih je našel v okrožju Ogowe na zahodni obali leta 1865, pet let pred Schweinfurthovim prvim srečanjem z njimi. Du Chaillu je že prej, s potovanji po Gabonu med letoma 1855 in 1859, v Evropi populariziral vedenje o obstoju gorile, katere obstoj je veljal za prav tako legendaren kot obstoj Aristotelovih pritlikavcev.

## Seznam raziskovalcev Afrike

### 15. stoletje
- Diogo Cão
- Diogo de Azambuja
- Bartolomeu Dias
- Pero de Alenquer
- João Infante
- João Grego
- Álvaro Martins
- Pero Dias
- Gil Eanes
- Nuno Tristão
- Antão Gonçalves
- Dinis Dias
- Álvaro Fernandes
- Pero de Sintra
- Fernão do Pó
- Alvise Cadamosto (rojen v Benetkah)
- António de Noli (rojen v Genovi)
- Diogo Gomes
- Álvaro Caminha
- João de Santarém
- Pedro Escobar
- Duarte Pacheco Pereira
- Lopes Gonçalves (in Atlantski ocean)

### 15./16. stoletje
- Vasco da Gama (in odkril morsko pot v Indijo)
- Diogo Dias (in Indijski ocean, odkril Madagaskar)
- Pero da Covilhã (Diplomat in raziskovalec v 15./16. stoletju v Etiopiji)
- Pedro Álvares Cabral (odkril Brazilijo, raziskoval Indijo vzdolž afriške obale)
- Sancho de Tovar in Vicente Pegado med drugimi (tudi med prvimi Evropejci, ki so razmišljali in opisali ruševine Velikega Zimbabveja, ki so ga Portugalci takrat imenovali Monomotapa)

### 16. stoletje
- Paulo Dias de Novais
- António Fernandes (Potoval je do Monomotape in naprej, raziskoval večino današnjega Zimbabveja in morda severovzhodne Južne Afrike [13]
- Lourenço Marques (trgovec in raziskovalec v vzhodni Afriki)
- Francisco Álvares (misijonar in raziskovalec v Etiopiji)
- Gonçalo da Silveira (jezuitski misijonar, ki je potoval po reki Zambezi do prestolnice Monomotape, ki je bila očitno kraal N'Pande, blizu reke M'Zingesi, južnega pritoka Zambezija)

### 18. stoletje
- Francisco de Lacerda (raziskovalec v Zambiji)
- Mungo Park (raziskal reko Niger v 1790-ih)
- Maurice Benyovszky (1746–1786) Raziskal Madagaskar

### 19. stoletje
- Antoine Thomson d'Abbadie (1810–1897) (rojen na Irskem), raziskoval Etiopijo
- Heinrich Barth
- Pierre Savorgnan de Brazza (rojen v Italiji)
- Johann Ludwig Burckhardt
- Frederick Russell Burnham (1861-1947), ameriški raziskovalec južne, zahodne, osrednje in vzhodne Afrike
- Richard Francis Burton (1821–1890) (Afriška velika jezera)
- René Caillié
- Hermenegildo Capelo
- Roberto Ivens
- Candido José da Costa Cardoso (leta 1846 obiskal jezero Malavi [znano tudi kot jezero Njasa ali jezero Niassa])
- Paul Du Chaillu
- Hugh Clapperton (1788–1827), raziskoval zahodno in osrednjo Afriko
- Victor de Compiègne (1846–1877), raziskal Gabon
- Dixon Denham (1786–1828),  raziskoval zahodno osrednjo Afriko
- James Frederic Elton (1840–1877)
- Emil Holub
- Ignatius Knoblecher  (1819–1858), raziskali porečje Belega Nila
- Alexander Gordon Laing (1793–1826)
- Macgregor Laird (1808–1861)
- Richard Lemon Lander (1804–1834)
- Harry Johnston (1858–1927)
- Frederick John Jackson (1860–1929), raziskal Ugando
- Oskar Lenz (1848–1925), odprave v letih 1879–80 (transsaharska) in 1885–87 (Kongo)
- David Livingstone (1813–1873)
- John Kirk (1832–1922
- Frederick Lugard (1858–1945)
- Joseph Thomson (1858–1895) (Afriška velika jezera)
- Samuel Baker (1821–1893) (raziskal Ugando in Sudan)
- Arthur Henry Neumann (1850-1907) (raziskali, kar je od takrat postalo Kenija in Uganda)
- Charles-Henri Pobéguin (1856–1951), raziskoval francosko Afriko
- Luigi Robecchi Bricchetti (1855–1926)
- Carlo Piaggia
- Serpa Pinto (vojak in kolonizator Afrike)
- António da Silva Porto
- Manuel Iradier (1854-1911) (Raziskovalec Ekvatorialne Gvineje)
- Vittorio Bottego (1860–1897)
- Giuseppe Maria Giulietti (1847-1881)
- Princ Luigi Amedeo, vojvoda Abruški (1873-1933)
- Georg Schweinfurth (rojen v Latviji)
- Frederick Courtney Selous (1851-1917)
- Henry Morton Stanley (1841–1904) (rojen Valižan)
- William Edgar Geil (1. oktober 1865, Doylestown, Pensilvanija – 11. april 1925, Benetke)
- John Hanning Speke (1827–1864) (odkril izvir Nila)
- James Hingston Tuckey (1776–1816) (rojen na Irskem)
- Robert Bruce Napoleon Walker (1832–1901), raziskoval Gabon kot trgovec za Hatton & Cookson
- Sámuel Teleki (1845–1916) Raziskal severno Kenijo
- Ludwig von Höhnel (1857–1942) Raziskal Kenijo

### Zgodnje 20. stoletje
- Jan Czekanowski
- William Edgar Geil
- Kazimierz Nowak